# Blomträsket
Blomträsket är en sjö i Finland. Den ligger i kommunen Kristinestad i landskapet Österbotten, i den sydvästra delen av landet, 290 km nordväst om huvudstaden Helsingfors. Blomträsket ligger 7,8 meter över havet. I omgivningarna runt Blomträsket växer i huvudsak barrskog. Arean är 1,46 kvadratkilometer och strandlinjen är 8,96 kilometer lång. Sjön  ingår i Bottenhavets kustområde. 